# Family Circle Cup 2013
Family Circle Cup 2013 - жіночий тенісний турнір категорії Premier, що проходив у рамках Туру WTA 2013. Тривав з 30 березня до 7 квітня 2013 року. Це був 41-й турнір. Відбувся в Family Circle Tennis Center на Daniel Island у Чарлстон (США). Впродовж ґрунтовного сезону це був єдиний турнір на зеленому ґрунті.

## Очки і призові

### Нарахування очок
| Дисципліна              | П   | Ф   | ПФ  | ЧФ  | 1/8 | 1/16 | Round of 64 | Q   | Q2  | Q1  |
| Жінки, одиночний розряд | 470 | 320 | 200 | 120 | 60  | 40   | 1           | 12  | 8   | 1   |
| Жінки, парний розряд    | 470 | 320 | 200 | 120 | 1   | Н/Д  | Н/Д         | Н/Д | Н/Д | Н/Д |

### Призові гроші
Загальний призовий фонд турніру становив $795,707
| Дисципліна              | П        | F       | ПФ      | ЧФ      | 1/8    | 1/16   | Round of 64 | Q2     | Q1   |
| Жінки, одиночний розряд | $125,000 | $65,000 | $32,825 | $16,990 | $8,645 | $4,480 | $2,275      | $1,300 | $700 |
| Жінки, парний розряд    | $40,000  | $21,137 | $10,830 | $5,420  | $2,810 | Н/Д    | Н/Д         | Н/Д    | Н/Д  |

## Учасниці основної сітки в одиночному розряді

### Сіяні учасниці
| Країна          | Гравчиня             | Рейтинг1 | Сіяна |
| --------------- | -------------------- | -------- | ----- |
| США             | Серена Вільямс       | 1        | 1     |
| Данія           | Каролін Возняцкі     | 9        | 2     |
| Австралія       | Саманта Стосур       | 10       | 3     |
| США             | Слоун Стівенс        | 16       | 4     |
| США             | Вінус Вільямс        | 18       | 5     |
| Чехія           | Луціє Шафарова       | 19       | 6     |
| Іспанія         | Карла Суарес Наварро | 21       | 7     |
| Німеччина       | Мона Бартель         | 23       | 8     |
| Сербія          | Єлена Янкович        | 24       | 9     |
| Німеччина       | Юлія Гергес          | 26       | 10    |
| Румунія         | Сорана Кирстя        | 27       | 11    |
| США             | Варвара Лепченко     | 29       | 12    |
| Австрія         | Таміра Пашек         | 31       | 13    |
| Казахстан       | Ярослава Шведова     | 35       | 14    |
| Німеччина       | Сабіне Лісіцкі       | 37       | 15    |
| Велика Британія | Лора Робсон          | 43       | 16    |

- 1 Рейтинг подано станом на 18 березня 2013.[4]

### Інші учасниці
Нижче наведено учасниць, які отримали вайлд-кард на участь в основній сітці:
- Бетані Маттек-Сендс
- Андреа Петкович
- Тейлор Таунсенд
- Каролін Возняцкі

Нижче наведено гравчинь, які пробились в основну сітку через стадію кваліфікації:
- Ежені Бушар
- Меллорі Бердетт
- Настасья Барнетт
- Каролін Гарсія
- Ваня Кінґ
- Грейс Мін
- Джессіка Пегула
- Тельяна Перейра

### Знялись з турніру
Перед турніром
- Петра Цетковська
- Сара Еррані (травма стегна)
- Полона Герцог
- Луціє Градецька
- Кая Канепі
- Полін Пармантьє
- Ксенія Первак
- Олена Весніна
- Лурдес Домінгес Ліно
- Гезер Вотсон (травма лівого аддуктора)

Під час турніру
- Анабель Медіна Гаррігес (right knee injury)
- Андреа Петкович (right calf injury)

### Завершили кар'єру
Під час турніру
- Таміра Пашек (травма шиї)
- Саманта Стосур (травма правої литки)

## Учасниці основної сітки в парному розряді

### Сіяні пари
| Країна    | Гравчиня          | Країна    | Гравчиня         | Рейтинг1 | Сіяна |
| --------- | ----------------- | --------- | ---------------- | -------- | ----- |
| Чехія     | Андреа Главачкова | США       | Лізель Губер     | 16       | 1     |
| США       | Ракель Копс-Джонс | США       | Абігейл Спірс    | 29       | 2     |
| США       | Ваня Кінґ         | США       | Ліза Реймонд     | 41       | 3     |
| Німеччина | Юлія Гергес       | Казахстан | Ярослава Шведова | 49       | 4     |

- 1 Рейтинг подано станом на 18 березня 2013.

### Інші учасниці
Нижче наведено пари, які отримали вайлдкард на участь в основній сітці:
- Жаклін Алаві /  Домініка Канакова
- Єлена Янкович /  Андреа Петкович

Наведені нижче пари отримали місце як заміна:
- Марина Еракович /  Джессіка Пегула

### Відмовились від участі
Перед турніром
- Анабель Медіна Гаррігес (травма правого коліна)

## Переможниці та фіналістки

### Одиночний розряд
- Серена Вільямс —  Єлена Янкович, 3–6, 6–0, 6–2

### Парний розряд
- Крістіна Младенович /  Луціє Шафарова —  Андреа Главачкова /  Лізель Губер 6–3, 7–6(8–6)